# Карликова неправильна галактика Стрільця
Ка́рликова непра́вильна гала́ктика в Стрільці́ (англ. Sagittarius Dwarf Irregular Galaxy,скор. SagDIG) — карликова Галактика в сузір'ї у Стрільця, яка перебуває на відстані близько 3,4 млн. світлових років від Землі. Галактика була відкрита Цесарським з колегами на фотопластинці, зробленій 13 червня 1977 1-метровим телескопом Шмідта ЕПО для ESO (B) Atlas .

SagDIG вважається найвіддаленішим від Барицентру членом Місцевої групи. Вона розташована одразу за межами поверхні нульової швидкості Місцевої групи.
SagDIG має набагато більшу світність, ніж карликова галактика Водолія (інший ізольований член Місцевої групи), і пройшла через тривалий період зореутворення , наслідком чого стало багата популяція зір середнього віку. У SagDIG було виявлено двадцять сім кандидатів у вуглецеві зорі. Аналіз показує, що основою зоряного населення SagDIG є бідні важкими елементами зорі (принаймні, [Fe/H] ≤ -1.3). Крім того, населення галактики молоде, з імовірним середнім віком домінуючого населення від 4 до 8 мільярдів років.